# Tagbina
Tagbina là một đô thị hạng 4 ở tỉnh Surigao del Sur, Philippines. Theo điều tra dân số năm 2000, đô thị này có dân số 34.057 người trong 6.210 hộ.

## Các đơn vị hành chính
Tagbina được chia thành 25 barangay.
| - Batunan - Carpenito - Doña Carmen - Hinagdanan - Kahayagan - Lago - Maglambing - Maglatab - Magsaysay - Malixi - Manambia - Osmeña - Poblacion | - Quezon - San Vicente - Santa Cruz - Santa Fe - Santa Juana - Santa Maria - Sayon - Soriano - Tagongon - Trinidad - Ugoban - Villaverde |